# Новак, Иржи (теннисист)
Иржи Новак (чеш. Jiří Novák; род. 22 марта 1975 года в Готвальдове, Чехословакия) — чешский теннисист; финалист двух турниров Большого шлема в парном разряде (Уимблдон-2001, Открытый чемпионат США-2002); полуфиналист одного турнира Большого шлема в одиночном разряде (Открытый чемпионат Австралии-2002); победитель 25 турниров ATP (из них семь в одиночном разряде); бывшая пятая ракетка мира в одиночном и шестая в парном рейтингах.

## Общая информация
Чех женат; у него и его супруги Катерины есть трое детей: старший сын Якуб (род.1998), а также близнецы Иржи и Катерина (род.2001).
Новак-старший в теннисе с 6 лет; любимое покрытие — грунт, лучший удар — форхенд.
Помимо тенниса Иржи любит играть в футбол и хоккей. В 2001 году в Монреале он сыграл в показательном матче по уличному хоккею НХЛ — ATP в качестве вратаря команды профессиональных хоккеистов.

## Спортивная карьера

### Начало карьеры
Чех стал выделяться среди своих сверстников уже в юниорские годы, отметившись в 1993 году в четвертьфинале юношеского Уимблдона, а также сыграв в обоих финалах чемпионата Евроопы (в паре взяв титул вместе с Давидом Шкохом, а в одиночном соревновании уступив решающий матч Альберту Косте). Выйдя на пик результатов в соревнованиях среди сверстников Иржи стал пробовать себя и в протуре: за первый же год на этом уровне он смог не только заработать свой первый парный и одиночный рейтинг, но и подняться в одиночной классификации в число трёхсот сильнейших теннисистов мира, выиграв несколько титулов на «сателлитах» и «фьючерсах». Также в 1993 году он впервые сыграл в ATP-туре, получив уайлд-кард на турнир в Праге. Через год Новак продолжил постепенный прогресс своих результатов, поднявшись в топ-200 и выиграв свой первый «челленджер». В 1995 году чех стабилизировал свои результаты в протуре и смог подняться в первую сотню одиночного рейтинга, выиграв несколько «челленджеров», а в ноябре на турнире в Буэнос-Айресе вышел в дебютный полуфинал в основном туре. В парном разряде, сотрудничая с Павлом Визнером и Давидом Риклом, Иржи стал заметной силой и на соревнованиях основного тура, побывав во второй половине сезона сразу в пяти финалах и взяв два титула. Новак в 1995 году также дебютировал на взрослых турнирах Большого шлема — на Открытом чемпионате США.
На следующий год чех продолжил совершенствовать свою игру, впервые войдя в топ-50 обоих рейтингов. В январе Иржи впервые побывал в финале одиночного приза основного тура — в Окленде — и сходу завоевал титул, переиграв в решающем матче Бретта Стивена; в дальнейшем по ходу сезона Новак ещё несколько раз добирался до этой стадии на соревнованиях в одиночном и парном разряде (в одиночках один раз в Мехико, Мексика), но выиграл только в соревнованиях дуэтов (два титула). В сентябре чех выиграл значимый матч на зальном призе в Базеле, где на пути к полуфиналу победил четвёртого игрока посева — Бориса Беккера.
В следующие два сезона, несмотря на периодические проблемы со здоровьем, Новак закрепляется в середине первой сотни рейтинга, периодически выдавая удачные отрезки сезона как в одиночном, так и в парном разряде. В январе 1997 года он доиграл до полуфинала в Окленде. В феврале на турнире в Дубае удалось также пройти в 1/2 финала и обыграть на пути к нему двух теннисистов из топ-10 (Карлоса Мойю и Рихарда Крайчека). В сентябре 1997 года Иржи впервые вышел в четвертьфинал турнира Большого шлема в паре: вместе с Давидом Риклом на Открытом чемпионате США он обыграл во втором раунде третью пару посева Ларо и О`Брайен, а через пару матчей чешская пара уступила будущим финалистам Бьоркман и Культи. Осенью они выиграли турнир в Остраве и это пятый по счёту парный титул Новака в Туре. В 1998 году Новак четыре титула в парах, среди которых летом впервые взял соревнование уровня ATP 500, став вместе с Риклом сильнейшим в Индианаполисе. В одиночном разряде результаты в сезоне были хуже, однако осенью чех выиграл свой второй одиночный титул в основном туре, победив в финале приза в Мехико Ксавье Малисса. После этой победы он доиграл до полуфинала турнира в Боготе.

### 1999—2002 (пик карьеры, полуфинал в Австралии, два парных финала Большого шлема и топ-10)
В 1999 году Иржи постепенно стал прибавлять в результатах на крупнейших турнирах: на Открытом чемпионате Австралии он впервые пробился в третий раунд на турнирах Большого шлема, а осенью прошёл на матч дальше на Открытом чемпионате США. За сезон он один раз доиграл до полуфинала — в июле на турнире в Штутгарте, и победил одного теннисиста из топ-10 — в октябре в Вене № 4 в мире Тодда Мартина. В паре в том году Новак впервые добрался до финала серии Мастерс (в апреле в Монте-Карло), вместе с Риклом, уступив паре Делетр и Хенмен). За сезон он всего сыграл четыре парных финала в основном туре. В конце года чех в первый и последний раз смог сыграть на Итоговом турнире в парном разряде, заменив на один матч снявшуюся с турнира пару.
Иржи в следующие три года смог настолько улучшить свои результаты, что вскоре вошёл в топ-10 как в одиночном, так и в парном рейтинге. На Открытом чемпионате Австралии и Ролан Гаррос 2000 года в паре с Риклом достиг четвертьфинала, а между ними в феврале Рикл и Новак выиграли парный приз турнира в Дубае. В июле они выиграли еще два совместных приза (в Гштаде и Штутгарте). В августе 2000 года Иржи добился результата и в одиночном разряде, пройдя в полуфинал в Торонто — первый в карьере на серии Мастерс. На Открытом чемпионате США был оформлен выход в третий раунд — лучший индивидуальный результат сезона на Больших шлемах. Осенью с Давидом Риклом был выигран парный Мастерсе в Штутгарте и по итогам сезона удалось финишировать в первой десятке парного рейтинга.
Весной 2001 года Новак и Рикл в паре выиграли крупный Мастерс в Майами. В мае Иржи выиграл свой третий в карьере одиночный турнир Тура. Он победил на грунте в Мюнхене, нанеся в финале поражение Антони Дюпюи из Франции. На Ролан Гаррос он вышел в третий раунд. На Уимблдоне вместе с Риклом удалось дойти до парного финала Большого шлема, в котором чешский дуэт проиграл американцам Дональду Джонсону и Джареду Палмеру. После этого Новак поднялся в парном рейтинге на самую высокую в карьере — шестую позицию. В июле ему удалось выиграть второй в сезоне одиночный титул. На турнире в Гштаде он смог переиграть двух представителей топ-10 (Алекса Корретху и в финале Хуана Карлоса Ферреро). После этой победы он сыграл в Штутгарте, где вышел в полуфинал. В августе Новак и Рикл меньше чем за год выиграли третий совместный титул на Мастерсах (каждый раз на харде), обыграв всех в Монреале. На Открытом чемпионате США Иржи закончил соревнования в третьем раунде. Осенью он вышел в четвертьфинал зального Мастерса в Париже.
2002 год стал лучшим в карьере чешского теннисиста. В начале года, размявшись в Дохе (1/4 финала) и Окленде (1/2 финала), Новак на Открытом чемпионате Австралии сумел впервые добраться до полуфинала Большого шлема в одиночном разряде. Этому способствовала в том числе удачная сетка, ведь самый высокий по рейтингу теннисист на его пути был Николас Кифер в первом раунде (№ 43 в мире на тот момент). За выход в финал он проиграл будущему чемпиону Томасу Юханссону (№ 18 в мире). После выступления в Мельбурне Иржи вошёл в топ-20 одиночного рейтинга. На турнире в Дубае он отметился выходом в полуфинал после победы над № 4 в мире Евгением Кафельниковым. В мае на грунтовом Мастерсе в Риме смог выйти в полуфинал. На Ролан Гаррос он проиграл в третьем раунде, а на Уимблдоне во втором.
В июле 2002 года Новак вышел в полуфинал в Штутгарте на грунте, а в начале августа в эту же стадию на Мастерсе в Торонто. На Открытом чемпионате США он доиграл до четвёртого раунда, а в парном разряде вместе с Радеком Штепанеком смог выйти в свой второй и последний финал Большого шлема, в котором чешская пара проиграла Махешу Бхупати и Максиму Мирному. В октябре Новак набрал хорошую форму и вышел в финалы в одиночках и паре (со Штепанеком) на турнире в Вене и это позволило ему впервые войти в топ-10 одиночного рейтинга. Затем он смог выйти в финал Мастерса в Мадриде (единственного одиночного в карьере в данной серии), однако сыграть в нём против Андре Агасси не получилось из-за травмы паха. Рейтинговые очки за этот финал позволили Новаку на одну неделю стать пятой ракеткой мира. В конце сезона единственный раз в своей карьере сыграл на одиночном Итоговом турнире (где хоть и не вышел из группы (поражения от Ферреро и Федерера), но смог единственный раз за семь встреч в протуре обыграть Андре Агасси).

### 2003—2007
Сезон 2003 года Новак также провёл на хорошем уровне. На Открытом чемпионате Австралии он продвинулся до третьего раунда. В начале марта он сыграл в финале турнира в Дубае, в котором в двух сетах проиграл Роджеру Федереру. В мае из-за низких результатов потерял место в первой десятке рейтинга, но через три недели смог вернуться обратно. На Открытом чемпионате Франции чех добрался до четвёртого раунда, а на Уимблдоне до третьего. В июле во второй раз в карьере смог выиграть турнир в Гштаде, обыграв в финале третью ракетку мира Роджера Федерера в пяти сетах. Новак на тот момент смог сравняться по количеству побед в матчах с Роджером и их счёт стал 4:4. После поражения в третьем раунде Открытого чемпионата США Новак покинул топ-10 и больше не смог подняться туда до конца карьеры. В сентябре он сыграл в финале турнира в Шанхае, в котором проиграл Марку Филиппуссису. В конце сезона на Мастерсе в Париже Иржи единственный раз в карьере смог переиграть действующего лидера рейтинга, нанеся поражение в третьем раунде Хуану Карлосу Ферреро (7-5, 7-5). Затем, обыграв Хишама Арази вышел в полуфинал, в котором проиграл Андрею Павелу. По итогам 2003 года Новак в рейтинге второй год подряд занял место в топ-20 (13-я строчка).
В январе 2004 года Новак смог выйти в полуфинал турнира в Сиднее, а на Открытом чемпионате Австралии закончил играть на стадии третьего раунда. В мае на грунте в Риме отметился выходом в четвертьфинал — последним в карьере на турнирах серии Мастерс. В июле на травяном турнире в Халле удалось выйти в полуфинал, где он в последний раз в карьере сыграл против Федерера и проиграл. Лето он трижды играл в четвертьфиналах, взял парный приз в дуэте со Штепанеком в Штутграте, а также одержал свою единственную победу в рамках матчей олимпийского теннисного турнира, переиграв в первом раунде афинского соревнования пятую ракетку мира Тима Хенмена. После этого он сыграл на Открытом чемпионате США, где вышел в третий раунд. Осенью Иржи сыгран несколько удачных турниров. В сентябре вышел в полуфинал в Шанхае, а в октябре смог выиграть сразу два титула. Первый из них был завоеван в Токио (единственный одиночный титул в серии ATP 500), где в полуфинале он выиграл у третьего в мире Ллейтона Хьюитта (6-4, 4-6, 6-2), а в финале одолел американца Тейлора Дента (5-7, 6-1, 6-3). В Токио он также сыграл в парном финале в команде с Петром Палой. В конце месяца на пути к титулу турнира в Базеле были обыграны среди прочих два теннисиста из топ-10 (в 1/4 финала № 4 в мире Хенмена, а в финале № 10 Налбандяна). Сезон он завершил на 24-м месте
Поднявшись на пик своей карьеры чех постепенно опускался в рейтинге, показывая результаты более низкие результаты. С 2005 года он стал пропускать всё больше турниров из-за небольших травм. Он пропустил старт 2005 года, однако в феврале на первом для себя в сезоне турнире в Делрей-Бич смог выйти в финал, в котором проиграл Ксавье Малиссу из Бельгии. На Больших шлемах в том году лучшим результатом стал выход в третий раунд Уимблдона. В июле на грунтовом турнире в Умаге он доиграл до полуфинала, а в парном разряде взял главный приз в альянсе с Петром Палой. Сезон 2006 года начал только в мае, упав к этому моменту в рейтинге за пределы первой сотни. Проиграв в первом раунде на двух турнирах после возвращения, Иржи затем вышел в полуфинал на небольшом турнире в Австрии. В июле в Гштаде он победил в парном разряде с Андреем Павелом и это был для него последний титул в основном туре (18-й в парах). После серии неудачных игр на Открытом чемпионате США Новак смог выйти в четвёртый раунд, уступив в нём Рафаэлю Надалю. Закончив сезон-2006 впервые за 12 лет вне топ-100 одиночной классификации, объявил о том, что следующий сезон станет для него последним. В 2007 году он сыграл только два «челленджера» и окончательно завершил игровую карьеру.

### Сборная и национальные турниры
Трижды за свою карьеру Иржи набирал достаточный рейтинг, чтобы принять участие в теннисном турнире Олимпийских игр: в 21 год он сыграл на турнире в Атланте, а позже участвовал в сиднейском и афинском соревновании. Наиболее удачным оказался для чеха парный турнир американских игр — вместе с Яном Вацеком Новак единственный раз за все подобные турниры добрался до четвертьфинальной стадии, уступив будущим финалистам: британцам Нилу Броуду и Тиму Хенмену.
C 1996 по 2006 год Иржи регулярно играл за национальную команду в Кубке Дэвиса, приняв за это время участие в 17 матчевых встречах и выиграв 27 игр (17 — в одиночном разряде). Чешская команда в этот период не была главным соискателем титула в турнире и лишь раз преодолела четвертьфинальную стадию; одна из самых ярких матчевых встреч в исполнении Новака пришлась на гостевую игру со сборной США в розыгрыше приза 2000 года: в первый день Иржи обыграл первую ракетку хозяев Пита Сампраса, во второй — вместе с Давидом Риклом — выиграл и пару у Алекса О`Брайена и Джареда Палмера. Чехи повели перед решающим днём 2-1, но затем всё же уступили встречу — в том числе проиграл и Новак: его обидчиком стал Андре Агасси.
Принимал Иржи участие и ещё в паре командных турниров: в 2003 и 2004 годах он участвовал в Кубке Хопмана, а в 1996, 2003-05 годах — в дюссельдорфском командном Кубке мира. В этих соревнованиях Новак не отметился особо значимыми победами, но в 1996 году одержал посильную помощь своей команде в выходе в финал немецкого турнира, где чешская сборная уступила швейцарцам.

## Рейтинг на конец года
| Год  | Одиночный рейтинг | Парный рейтинг |
| 2007 | 931               | 715            |
| 2006 | 129               | 96             |
| 2005 | 48                | 80             |
| 2004 | 24                | 37             |
| 2003 | 13                | 52             |
| 2002 | 7                 | 21             |
| 2001 | 29                | 8              |
| 2000 | 53                | 10             |
| 1999 | 40                | 32             |
| 1998 | 75                | 32             |
| 1997 | 48                | 61             |
| 1996 | 52                | 50             |
| 1995 | 53                | 69             |
| 1994 | 205               | 392            |
| 1993 | 286               | 462            |

## Выступления на турнирах

### Финалы турниров ATP в одиночном разряде (13)

#### Победы (7)
| Титулы                       |
| ---------------------------- |
| Турниры Большого шлема (0)   |
| Итоговый турнир ATP (0)      |
| ATP Мастерс 1000 (0+3)       |
| ATP International Gold (1+3) |
| международная (6+12)*        |

| Титулы по покрытиям | Титулы по месту проведения матчей турнира |
| ------------------- | ----------------------------------------- |
| Хард (2+5)*         | Зал (1+3)                                 |
| Грунт (4+11)        | Зал (1+3)                                 |
| Трава (0)           | Открытый воздух (6+15)                    |
| Ковёр (1+2)         | Открытый воздух (6+15)                    |

* количество побед в одиночном разряде + количество побед в парном разряде.
| №  | Дата            | Турнир                 | Покрытие    | Соперник в финале   | Счёт                |
| 1. | 14 января 1996  | Окленд, Новая Зеландия | Хард        | Бретт Стивен        | 6-4 6-4             |
| 2. | 1 ноября 1998   | Мехико, Мексика        | Грунт       | Ксавье Малисс       | 6-3 6-4             |
| 3. | 6 мая 2001      | Мюнхен, Германия       | Грунт       | Антони Дюпюи        | 6-4 7-5             |
| 4. | 15 июля 2001    | Гштад, Швейцария       | Грунт       | Хуан Карлос Ферреро | 6-1 6-7(5) 7-5      |
| 5. | 13 июля 2003    | Гштад, Швейцария (2)   | Грунт       | Роджер Федерер      | 5-7 6-3 6-3 1-6 6-3 |
| 6. | 10 октября 2004 | Токио, Япония          | Хард        | Тейлор Дент         | 5-7 6-1 6-3         |
| 7. | 31 октября 2004 | Базель, Швейцария      | Ковёр (зал) | Давид Налбандян     | 5-7 6-3 6-4 1-6 6-2 |

#### Поражения (6)
| №  | Дата             | Турнир          | Покрытие   | Соперник в финале | Счёт            |
| 1. | 10 марта 1996    | Мехико, Мексика | Грунт      | Томас Мустер      | 6-7(3) 2-6      |
| 2. | 13 октября 2002  | Вена, Австрия   | Хард (зал) | Роджер Федерер    | 4-6 1-6 6-3 4-6 |
| 3. | 20 октября 2002  | Мадрид, Испания | Хард (зал) | Андре Агасси      | Без игры        |
| 4. | 2 марта 2003     | Дубай, ОАЭ      | Хард       | Роджер Федерер    | 1-6 6-7(2)      |
| 5. | 28 сентября 2003 | Шанхай, Китай   | Хард       | Марк Филиппуссис  | 2-6 1-6         |
| 6. | 6 февраля 2005   | Делрей-Бич, США | Хард       | Ксавье Малисс     | 6-7(6) 2-6      |

### Финалы турниров Большого шлема в парном разряде (2)

#### Поражения (2)
| №  | Год  | Турнир                 | Покрытие | Партнёр        | Соперники в финале            | Счёт               |
| 1. | 2001 | Уимблдон               | Трава    | Давид Рикл     | Дональд Джонсон Джаред Палмер | 4-6 6-4 3-6 6-7(6) |
| 2. | 2002 | Открытый чемпионат США | Хард     | Радек Штепанек | Махеш Бхупати Максим Мирный   | 3-6 6-3 4-6        |

### Финалы турнировATPв парном разряде (40)

#### Победы (18)
| №   | Дата             | Турнир                 | Покрытие    | Партнёр        | Соперники в финале                | Счёт        |
| 1.  | 17 сентября 1995 | Богота, Колумбия       | Грунт       | Давид Рикл     | Маливай Вашингтон Стив Кэмпбелл   | 7-6 6-2     |
| 2.  | 29 октября 1995  | Сантьяго, Чили         | Грунт       | Давид Рикл     | Шелби Кэннон Франсиско Монтана    | 6-4 4-6 6-1 |
| 3.  | 31 марта 1996    | Касабланка, Марокко    | Грунт       | Давид Рикл     | Томас Карбонелл Франсиско Роиг    | 7-6 6-3     |
| 4.  | 14 июля 1996     | Гштад, Швейцария       | Грунт       | Павел Визнер   | Тревор Кроунмен Дэвид Макферсон   | 4-6 7-6 7-6 |
| 5.  | 19 октября 1997  | Острава, Чехия         | Ковёр (зал) | Давид Рикл     | Дональд Джонсон Франсиско Монтана | 6-2 6-4     |
| 6.  | 8 февраля 1998   | Сплит, Хорватия        | Ковёр (зал) | Мартин Дамм    | Фредрик Берг Патрик Фредрикссон   | 7-6 6-2     |
| 7.  | 16 августа 1998  | Сан-Марино             | Грунт       | Давид Рикл     | Себастьян Прието Мариано Худ      | 6-4 7-6     |
| 8.  | 23 августа 1998  | Индианаполис, США      | Хард        | Давид Рикл     | Даниэль Нестор Марк Ноулз         | 6-2 7-6     |
| 9.  | 1 ноября 1998    | Мехико, Мексика        | Грунт       | Давид Рикл     | Даниэль Орсанич Давид Родити      | 6-4 6-2     |
| 10. | 13 февраля 2000  | Дубай, ОАЭ             | Хард        | Давид Рикл     | Робби Кёниг Питер Трамакки        | 6-2 7-5     |
| 11. | 16 июля 2000     | Гштад, Швейцария (2)   | Грунт       | Давид Рикл     | Жером Гольмар Михаэль Кольман     | 3-6 6-3 6-4 |
| 12. | 23 июля 2000     | Штутгарт, Германия     | Грунт       | Давид Рикл     | Лукас Арнольд Кер Дональд Джонсон | 5-7 6-2 6-3 |
| 13. | 5 ноября 2000    | Штутгарт, Германия     | Хард (зал)  | Давид Рикл     | Дональд Джонсон Пит Норвал        | 3-6 6-3 6-4 |
| 14. | 1 апреля 2001    | Майами, США            | Хард        | Давид Рикл     | Йонас Бьоркман Тодд Вудбридж      | 7-5 7-6(3)  |
| 15. | 5 августа 2001   | Монреаль, Канада       | Хард        | Давид Рикл     | Дональд Джонсон Джаред Палмер     | 6-4 3-6 6-3 |
| 16. | 18 июля 2004     | Штутгарт, Германия (2) | Грунт       | Радек Штепанек | Симон Аспелин Тодд Перри          | 6-2 6-4     |
| 17. | 31 июля 2005     | Умаг, Хорватия         | Грунт       | Петр Пала      | Михал Мертиняк Давид Шкох         | 6-3 6-3     |
| 18. | 16 июля 2006     | Гштад, Швейцария (3)   | Грунт       | Андрей Павел   | Марко Кьюдинелли Жан-Клод Шеррер  | 6-3 6-1     |

#### Поражения (22)
| №   | Дата            | Турнир                     | Покрытие    | Партнёр        | Соперники в финале                 | Счёт               |
| 1.  | 6 августа 1995  | Прага, Чехия               | Грунт       | Давид Рикл     | Либор Пимек Байрон Талбот          | 5-7 6-1 6-7        |
| 2.  | 5 ноября 1995   | Монтевидео, Уругвай        | Грунт       | Давид Рикл     | Серхио Касаль Эмилио Санчес        | 6-2 6-7 6-7        |
| 3.  | 12 ноября 1995  | Буэнос-Айрес, Аргентина    | Грунт       | Давид Рикл     | Кристо ван Ренсбург Винсент Спейди | 3-6 3-6            |
| 4.  | 18 февраля 1996 | Дубай, ОАЭ                 | Хард        | Карел Новачек  | Байрон Блэк Грант Коннелл          | 0-6 1-6            |
| 5.  | 10 ноября 1996  | Москва, Россия             | Ковёр (зал) | Давид Рикл     | Рик Лич Андрей Ольховский          | 6-4 1-6 2-6        |
| 6.  | 2 августа 1998  | Умаг, Хорватия             | Грунт       | Давид Рикл     | Нил Броуд Пит Норвал               | 1-6 6-3 3-6        |
| 7.  | 4 октября 1998  | Мальорка, Испания          | Грунт       | Давид Рикл     | Пабло Альбано Даниэль Орсанич      | 6-7(9) 3-6         |
| 8.  | 16 января 1999  | Окленд, Новая Зеландия     | Хард        | Давид Рикл     | Даниэль Вацек Джефф Таранго        | 5-7 5-7            |
| 9.  | 11 апреля 1999  | Оэйраш, Португалия         | Грунт       | Давид Рикл     | Дональд Джонсон Томас Карбонелл    | 3-6 6-2 1-6        |
| 10. | 25 апреля 1999  | Монте-Карло, Монако        | Грунт       | Давид Рикл     | Оливье Делетр Тим Хенмен           | 2-6 3-6            |
| 11. | 10 октября 1999 | Базель, Швейцария          | Ковёр (зал) | Давид Рикл     | Александр Китинов Брент Хейгарт    | 6-0 4-6 5-7        |
| 12. | 15 октября 2000 | Вена, Австрия              | Хард (зал)  | Давид Рикл     | Ненад Зимонич Евгений Кафельников  | 4-6 4-6            |
| 13. | 29 октября 2000 | Москва, Россия (2)         | Ковёр (зал) | Давид Рикл     | Йонас Бьоркман Давид Приносил      | 2-6 3-6            |
| 14. | 18 февраля 2001 | Копенгаген, Дания          | Хард (зал)  | Давид Рикл     | Уэйн Блэк Кевин Ульетт             | 3-6 3-6            |
| 15. | 8 июля 2001     | Уимблдон                   | Трава       | Давид Рикл     | Дональд Джонсон Джаред Палмер      | 4-6 6-4 3-6 6-7(6) |
| 16. | 14 октября 2001 | Вена, Австрия (2)          | Хард (зал)  | Давид Рикл     | Мартин Дамм Радек Штепанек         | 3-6 2-6            |
| 17. | 6 января 2002   | Доха, Катар                | Хард        | Давид Рикл     | Дональд Джонсон Джаред Палмер      | 3-6 6-7(5)         |
| 18. | 17 февраля 2002 | Копенгаген, Дания (2)      | Хард (зал)  | Радек Штепанек | Михаэль Кольман Юлиан Ноул         | 6-7(8) 5-7         |
| 19. | 8 сентября 2002 | Открытый чемпионат США     | Хард        | Радек Штепанек | Махеш Бхупати Максим Мирный        | 3-6 6-3 4-6        |
| 20. | 13 октября 2002 | Вена, Австрия (3)          | Хард (зал)  | Радек Штепанек | Джошуа Игл Сэндон Столл            | 4-6 3-6            |
| 21. | 17 января 2004  | Окленд, Новая Зеландия (2) | Хард        | Радек Штепанек | Махеш Бхупати Фабрис Санторо       | 6-4 5-7 3-6        |
| 22. | 10 октября 2004 | Токио, Япония              | Хард        | Петр Пала      | Павел Визнер Джаред Палмер         | 1-5 — отказ        |

### Финалы командных турниров (2)

#### Поражения (2)
| №  | Год  | Турнир                   | Команда                     | Соперник в финале                  | Счёт |
| 1. | 1996 | Командный Кубок мира     | Чехия · Не играл в финале.  | Швейцария · М.Россе, Я.Хласек      | 1-2  |
| 2. | 2003 | Командный Кубок мира (2) | Чехия · И.Новак, Р.Штепанек | Чили · М.Риос, Ф.Гонсалес, Н.Массу | 1-2  |

## История выступлений на турнирах
| Турнир                       | 1995  | 1996  | 1997          | 1998          | 1999          | 2000  | 2001          | 2002          | 2003          | 2004  | 2005  | 2006  | Итог   | В/П за карьеру |
| ---------------------------- | ----- | ----- | ------------- | ------------- | ------------- | ----- | ------------- | ------------- | ------------- | ----- | ----- | ----- | ------ | -------------- |
| Турниры Большого шлема       |       |       |               |               |               |       |               |               |               |       |       |       |        |                |
| Открытый чемпионат Австралии | -     | 1Р    | 2Р            | -             | 3Р            | 2Р    | -             | 1/2           | 3Р            | 3Р    | -     | -     | 0 / 7  | 13-7           |
| Открытый чемпионат Франции   | -     | 2Р    | -             | 1Р            | 2Р            | 1Р    | 3Р            | 3Р            | 4Р            | 2Р    | 2Р    | 1Р    | 0 / 10 | 11-10          |
| Уимблдонский турнир          | -     | 2Р    | 1Р            | 1Р            | 2Р            | 1Р    | 2Р            | 2Р            | 3Р            | 1Р    | 3Р    | 1Р    | 0 / 11 | 8-11           |
| Открытый чемпионат США       | 1Р    | 2Р    | 2Р            | 1Р            | 4Р            | 3Р    | 3Р            | 4Р            | 3Р            | 3Р    | 2Р    | 4Р    | 0 / 12 | 20-11          |
| Итог                         | 0 / 1 | 0 / 4 | 0 / 3         | 0 / 3         | 0 / 4         | 0 / 4 | 0 / 3         | 0 / 4         | 0 / 4         | 0 / 4 | 0 / 3 | 0 / 3 | 0 / 40 |                |
| В/П в сезоне                 | 0-1   | 3-4   | 2-3           | 0-3           | 7-4           | 3-4   | 5-3           | 11-4          | 9-4           | 5-4   | 4-2   | 3-3   |        | 52-39          |
| Олимпийские игры             |       |       |               |               |               |       |               |               |               |       |       |       |        |                |
| Летняя олимпиада             | НП    | 1Р    | Не проводился | Не проводился | Не проводился | 1Р    | Не проводился | Не проводился | Не проводился | 2Р    | НП    | НП    | 0 / 3  | 1-3            |
| Итоговые турниры             |       |       |               |               |               |       |               |               |               |       |       |       |        |                |
| Итоговый турнир ATP          | -     | -     | -             | -             | -             | -     | -             | Группа        | -             | -     | -     | -     | 0 / 1  | 1-2            |
| Турниры Мастерс              |       |       |               |               |               |       |               |               |               |       |       |       |        |                |
| Индиан-Уэлс                  | -     | 1Р    | 2Р            | -             | 1Р            | 1Р    | К             | 2Р            | 2Р            | 3Р    | 3Р    | -     | 0 / 8  | 5-7            |
| Майами                       | -     | -     | 2Р            | 1Р            | 1Р            | 3Р    | 1Р            | 3Р            | 2Р            | 3Р    | 4Р    | -     | 0 / 9  | 6-9            |
| Монте-Карло                  | -     | 2Р    | -             | -             | 3Р            | 2Р    | 1Р            | 3Р            | 2Р            | 1Р    | 2Р    | -     | 0 / 8  | 8-8            |
| Гамбург                      | -     | -     | -             | -             | 3Р            | 1Р    | -             | 3Р            | 1Р            | 1Р    | 3Р    | 1Р    | 0 / 7  | 6-7            |
| Рим                          | -     | -     | -             | -             | -             | 2Р    | -             | 1/2           | 3Р            | 1/4   | 1Р    | 1Р    | 0 / 6  | 10-6           |
| Торонто/Монреаль             | -     | 2Р    | -             | -             | 3Р            | 1/2   | 1Р            | 1/2           | 3Р            | 2Р    | 2Р    | -     | 0 / 8  | 15-8           |
| Цинциннати                   | -     | -     | 3Р            | -             | 3Р            | 2Р    | 2Р            | 1Р            | 1Р            | 1Р    | 1Р    | -     | 0 / 8  | 6-8            |
| Штутгарт/Мадрид              | -     | -     | -             | -             | 3Р            | 1Р    | 3Р            | Ф             | 3Р            | 2Р    | 1Р    | -     | 0 / 7  | 9-6            |
| Париж                        | -     | -     | -             | -             | 1Р            | 1Р    | 1/4           | 2Р            | 1/2           | 2Р    | 1Р    | -     | 0 / 7  | 6-7            |
| Статистика за карьеру        |       |       |               |               |               |       |               |               |               |       |       |       |        |                |
| Проведено финалов            | 0     | 2     | 0             | 1             | 0             | 0     | 2             | 2             | 3             | 2     | 1     | 0     |        | 13             |
| Выиграно турниров АТП        | 0     | 1     | 0             | 1             | 0             | 0     | 2             | 0             | 1             | 2     | 0     | 0     |        | 7              |
| В/П: всего                   | 5-9   | 31-24 | 21-20         | 20-21         | 29-25         | 27-26 | 29-19         | 53-26         | 46-27         | 41-22 | 21-26 | 13-13 |        | 337-260        |
| Σ % побед                    | 36 %  | 56 %  | 51 %          | 49 %          | 54 %          | 51 %  | 60 %          | 67 %          | 63 %          | 65 %  | 45 %  | 50 %  |        | 56 %           |

К — проигрыш в квалификационном турнире.
| Турнир                       | 1995  | 1996  | 1997          | 1998          | 1999          | 2000  | 2001          | 2002          | 2003          | 2004  | 2005  | 2006  | Итог   | В/П за карьеру |
| ---------------------------- | ----- | ----- | ------------- | ------------- | ------------- | ----- | ------------- | ------------- | ------------- | ----- | ----- | ----- | ------ | -------------- |
| Турниры Большого шлема       |       |       |               |               |               |       |               |               |               |       |       |       |        |                |
| Открытый чемпионат Австралии | -     | -     | 2Р            | -             | 2Р            | 1/4   | -             | 2Р            | -             | 3Р    | -     | -     | 0 / 5  | 8-5            |
| Открытый чемпионат Франции   | -     | 1Р    | -             | 2Р            | 3Р            | 1/4   | 3Р            | 1Р            | -             | 2Р    | 1Р    | 1Р    | 0 / 8  | 9-9            |
| Уимблдонский турнир          | -     | 2Р    | 2Р            | 1Р            | -             | 3Р    | Ф             | 2Р            | 2Р            | 3Р    | 1Р    | 1Р    | 0 / 10 | 13-9           |
| Открытый чемпионат США       | 2Р    | 1Р    | 1/4           | 2Р            | 3Р            | 1Р    | 3Р            | Ф             | 2Р            | 1Р    | 1Р    | -     | 0 / 11 | 15-10          |
| Итог                         | 0 / 1 | 0 / 3 | 0 / 3         | 0 / 3         | 0 / 3         | 0 / 4 | 0 / 3         | 0 / 4         | 0 / 2         | 0 / 4 | 0 / 3 | 0 / 2 | 0 / 35 |                |
| В/П в сезоне                 | 1-1   | 1-3   | 5-3           | 2-3           | 5-3           | 8-4   | 9-3           | 7-4           | 2-0           | 5-4   | 0-3   | 0-2   |        | 45-33          |
| Олимпийские игры             |       |       |               |               |               |       |               |               |               |       |       |       |        |                |
| Летняя олимпиада             | НП    | 1/4   | Не проводился | Не проводился | Не проводился | 2Р    | Не проводился | Не проводился | Не проводился | 1Р    | НП    | НП    | 0 / 3  | 1-3            |
| Итоговые турниры             |       |       |               |               |               |       |               |               |               |       |       |       |        |                |
| Итоговый турнир ATP          | -     | -     | -             | -             | Группа        | -     | -             | -             | -             | -     | -     | -     | 0 / 1  | 0-1            |